# Omega
Omega (maiuscolo Ω; minuscolo ω) è l'ultima lettera dell'alfabeto greco.
In contrasto con l'alfa, viene spesso associato all'idea di fine. Nella Bibbia, nel libro dell’Apocalisse Dio si definisce l'Alfa e l'Omega, il principio e la fine.
Omega è pronunciato sia omèga sia òmega. Quest'ultima forma rispecchia l'uso latino. 
Il nome originale in epoca classica era ὦ /ɔ:/; in quell'epoca il solo suono, aperto, unito alla quantità ancora attiva, era sufficiente a distinguerla da omicron, che aveva suono chiuso /o/. Successivamente, in epoca bizantina, per distinguere le due vocali, ormai omofone, la si chiamò "o grande" (ὦ μέγα) in riferimento alla dimensione e non alla quantità, già scomparsa a quell'epoca, differenziandola dalla "o piccola" ().

## Gli usi

### Fisica
- La lettera maiuscola Ω è utilizzata come simbolo dell'ohm, unità di misura della resistenza elettrica. Codifica Unicode: U+2126[3]
- Nella fisica delle particelle, la minuscola indica il mesone omega, mentre la maiuscola indica il barione omega.
- In cinematica la minuscola ω è utilizzata per indicare la velocità angolare.
- In fisica Ω viene usato per rappresentare la velocità di precessione del giroscopio.

### Statistica
- Viene utilizzata la lettera maiuscola Ω come simbolo dello spazio campionario.

### Logica matematica
- Con ω si indica il più piccolo ordinale infinito (un'estensione dell'insieme dei numeri naturali, nella costruzione di John Von Neumann).
- Con Ω si indica un insieme topologicamente aperto.
- Un sistema formale è Ω-incompleto quando, in una famiglia piramidale di teoremi, tutte le stringhe sono teoremi, ma non lo è la stringa-riassunto quantificata universalmente[4].

### Filologia
- Indica l'archetipo in uno stemma codicum.

### Religione
- Nel Cristianesimo, così come nel Libro di Isaia, l'alfa e l'omega, associati, sono i simboli dell'eternità di Dio, posti come sono all'inizio e alla fine di ogni cosa. Queste lettere erano usate dai primi cristiani su alcuni monumenti.